# Hypsoropha franclemonti
Hypsoropha franclemonti är en fjärilsart som beskrevs av Mccabe 1992. Hypsoropha franclemonti ingår i släktet Hypsoropha och familjen nattflyn. Inga underarter finns listade i Catalogue of Life.